# Сефо, Рэй
Рэй Сефо (англ. Ray Sefo; 15 февраля 1971, Окленд, Новая Зеландия) — новозеландский кикбоксер, боксёр и боец смешанных боевых искусств, шестикратный чемпион мира по тайскому боксу и восьмикратный участник финала Мирового Гран-При К-1. В настоящее время живёт в Лас-Вегасе, штат Невада, и тренируется в Xtreme Couture MMA. Прозвище — «Сахарная нога».

## Биография
Рэй родился 15 февраля 1971 года в Окленде. В семье было семь братьев и две сестры. У Сефо были очень строгие родители, которые часто занимались рукоприкладством. Это стало одной из причин его раннего ухода из семьи. Кумирами были Брюс Ли и Джеки Чан, несмотря на то что все родственники мальчика были боксерами. С пяти лет он сам начал практиковать бокс. В семье Рэя были проблемы с алкоголем, и он зарекся никогда не пить и не употреблять наркотики. Это случилось после того как однажды он обнаружил своего дядю голым на его кровати на рождество. Рэй ушел из дома, сам себя обеспечивал и тренировался. Обучался Вин-чунь, а после приступил к разработке своего стиля в тайском боксе под руководством легенды муай-тай Kiosot. Позднее продолжил обучение в тренажёрном зале Balmoral Lee Gar gym.
После окончания спортивной карьеры стал президентом промоушена WSOF и комментатором.

## Спортивная карьера
Первым серьезным спортивным успехом Сефо был титул чемпиона по версии WKA. После он работал спарринг-партнером Дэвида Туа. В К-1 пришел, имея пять мировых чемпионских титулов. Поворотным моментов своей карьере сам Сефо считает победу над Андре Маннаартом. Именно после нее функционеры К-1 пригласили Рэя посмотреть шоу, проходившее в Osaka Dome. По словам Сефо — он не удержался от слез от осознания собственной востребованности в тот момент.
Рэй — боец, имевший самый высокий показатель по нокаутам в боях лиги. Сефо проводил свои поединки в игровой манере, опуская руки и дразня соперников.
Рэй ни разу не становился чемпионом Мирового Гран-При К-1, несмотря на многократное участие в нем. За свою карьеру он побеждал многих именитых современников: Жером Ле Банне, Петера Аертса, Майка Бернардо, Марка Ханта, Руслана Караева и Мелвина Менхуфа. Сефо один из трех бойцов в истории К-1, кто сумел отправить в нокдаун Сэмми Скхилта. Одним из самых запоминающихся боев в карьере Рэя был поединок 2001 года с Марком Хантом, во время которого бойцы-земляки эпатажно подставляли головы под удары друг друга и целовались. Победу в том противостоянии присудили Сефо. По словам Рэя —во всех поездках  первым делом его начинают расспрашивать именно об этом поединке.

## Кинокарьера
Рэй Сефо снялся в нескольких фильмах: «Удивительные странствия Геракла»(1995), «Годзилла: финальные войны» (2004), «Плохие парни»(2008) и «Inoki Bom-Ba-Yе» (2012).

## Список боёв

### ММА
| Боёв 4   | Побед 2 | Поражений 2 |
| -------- | ------- | ----------- |
| Нокаутом | 2       | 1           |
| Сдачей   | 0       | 1           |
| Решением | 0       | 0           |

| Результат | Рекорд | Соперник         | Способ                         | Турнир                                        | Дата             | Раунд | Время | Место проведения               |
| --------- | ------ | ---------------- | ------------------------------ | --------------------------------------------- | ---------------- | ----- | ----- | ------------------------------ |
| Поражение | 2-2    | Dave Huckaba     | TKO (удары)                    | World Series of Fighting 4: Spong vs. DeAnda  | 10 августа 2013  | 2     | 4:32  | Онтэрио, Калифорния, США       |
| Поражение | 2-1    | Валентейн Оверем | Болевой приём (baseball choke) | Strikeforce: Fedor vs. Silva                  | 12 февраля 2011  | 1     | 1:37  | Ист-Ратерфорд, Нью-Джерси, США |
| Победа    | 2-0    | Kevin Jordan     | TKO (травма)                   | Strikeforce Challengers: Kennedy vs. Cummings | 25 сентября 2009 | 2     | 0:24  | Биксби, Оклахома, США          |
| Победа    | 1-0    | Ким Мин Су       | KO (head kick)                 | Hero’s 2                                      | 6 июля 2005      | 2     | 0:30  | Токио, Япония                  |

## Комментарии
1. ↑  Проиграл квалификацию на K-1 World Grand Prix 2010 Final
2. ↑  Проиграл квалификацию на K-1 World Grand Prix 2008 Final
3. ↑  Проиграл квалификацию на K-1 World Grand Prix 2007 Final
4. ↑  Проиграл бой за титул K-1 Super Heavyweight
5. ↑  Проиграл бой, но был приглашён резервным бойцом на K-1 World Grand Prix 2006 Final
6. ↑  Квалифицировался на K-1 World Grand Prix 2005 Final
7. ↑  Квалифицировался на K-1 World Grand Prix 2004 Final
8. ↑  Квалифицировался на K-1 World Grand Prix 2003 Final
9. ↑  Квалифицировался на K-1 World Grand Prix 2002 Final
10. ↑  Проиграл бой за титул K-1 World Grand Prix 2000
11. ↑  Квалифицировался на K-1 World Grand Prix 1999 Final
12. ↑  Квалифицировался на K-1 World Grand Prix 1998 Final
13. ↑  Завоевал титул WKBF Super Heavyweight
14. ↑  Завоевал титул WKBA Super Heavyweight
15. ↑  Завоевал титул WMTF World Heavyweight
16. ↑  Завоевал титул I.S.K.A. Super Cruiserweight World title
17. ↑  Завоевал титул ISKA World Light Cruiserweight
18. ↑  Завоевал титул WMTF Light Heavyweight